# Northrop Grumman

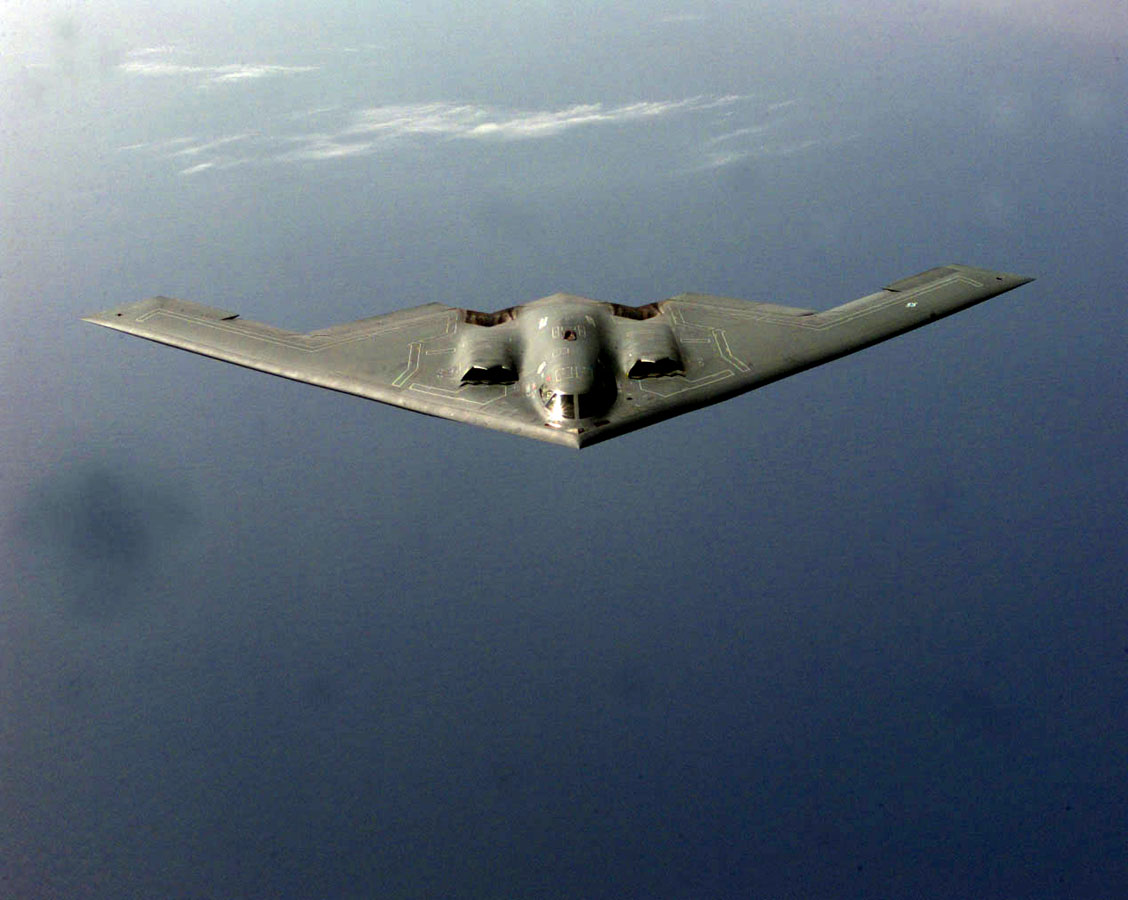
Northrop Grumman B-2 Spirit

Northrop Grumman Corporation (NYSE: NOC) este un conglomerat aerospațial și din domeniul apărării care a rezultat în urma achiziționării Grumman de către Northrop în 1994. Compania este ca mărime al treilea furnizor militar al Pentagonului (sediul ministerului american al apărării) și cel mai mare constructor de nave militare. S-a remarcat și în domeniul aerospațial, construind cel mai scump avion din istorie: B-2 Spirit.
1. ↑  Articles of Incorporation of Northrop Grumman Corporation (în engleză), 29 mai 2012
2. ↑  GRID, accesat în 13 mai 2020
3. ↑   https://www.northropgrumman.com/who-we-are/leadership/kathy-warden/, accesat în 1 martie 2020 Lipsește sau este vid: |title= (ajutor)
4. ↑   https://www.google.com/finance?q=NYSE%3ANOC&fstype=ii&ei=lHjHVtDQFNKDmAGjl7KwDg Lipsește sau este vid: |title= (ajutor)